# Bidarammanagudi Kaval, Tiptur
Bidarammanagudi Kaval là một làng thuộc tehsil Tiptur, huyện Tumkur, bang Karnataka, Ấn Độ.